# Гидроузел (Луховицкий район)
Гидроузел — посёлок в городском поселении Белоомут Луховицкого района Московской области. Посёлок находится недалеко от рабочего посёлка Белоомут, центра городского поселения.
Посёлок Гидроузел обслуживает Белоомутский гидроузел на реке Оке, поэтому сам посёлок размещён прямо у реки Оки, на её левом берегу. Посёлок всегда относился к более крупному рабочему посёлку Белоомут. По данным 2006 года на Гидроузле живёт 17 человек.

## Белоомутский гидроузел

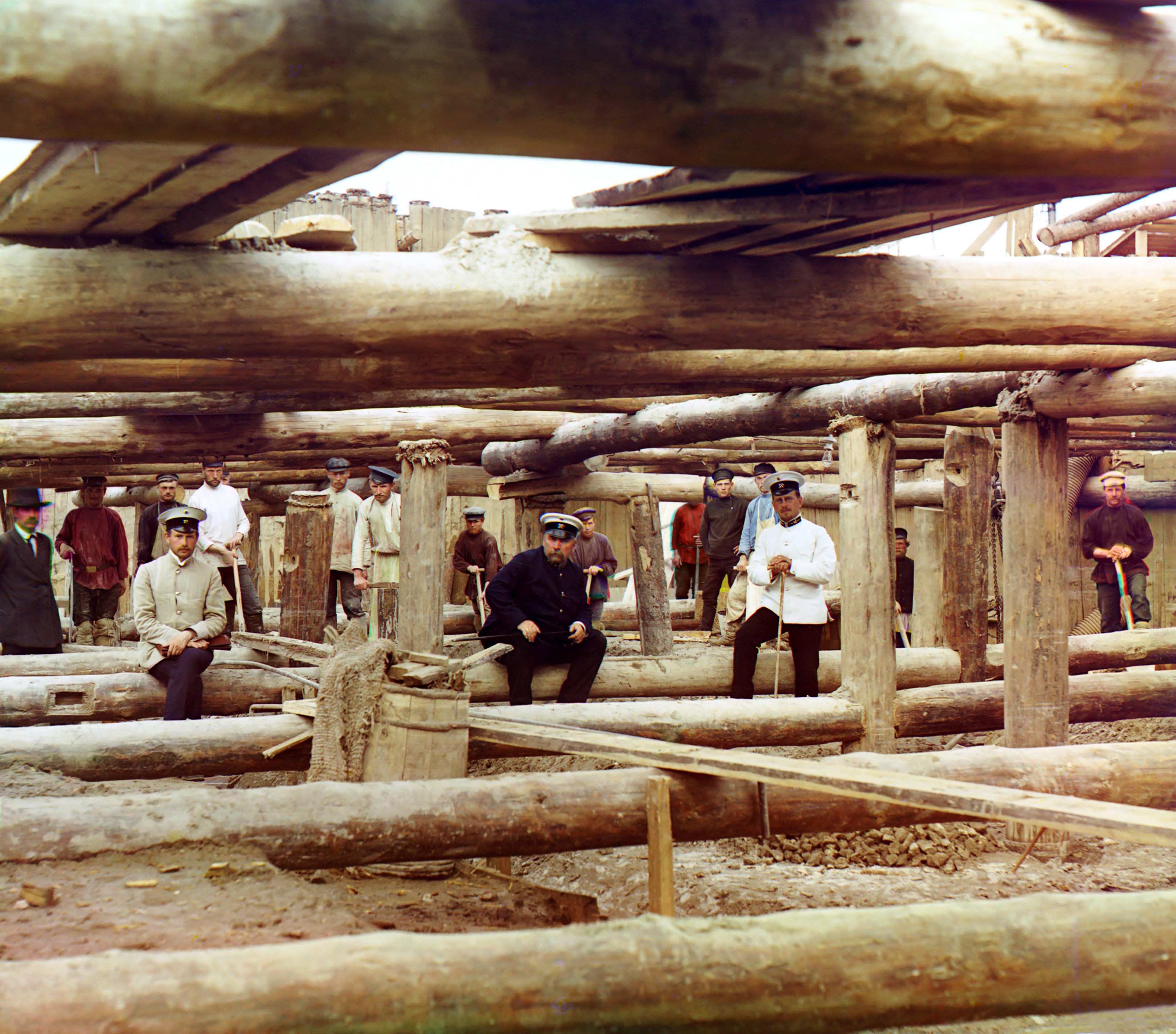
Бетонировка флотбета плотины, С. М. Прокудин-Горский

Белоомутский гидроузел предназначен для создания более удобных возможностей для судоходства. В районе гидроузла река образует два русла, это позволило поставить две обособленные плотины, что удобно для управления прохождения судов. Сейчас Белоомутский гидроузел включает в себя судоходный шлюз и две судоходные плотины на Оке-реке. Построены эти сооружения в период с 1911 по 1914 год.Вместе с гидротехническими сооружениями, уже имеющимися тогда на Москве-реке Белоомутский гидроузел позволил соединить Москву с рекой Волгой и соответственно с Поволжьем и одним из крупнейших торгово-промышленных центров России — городом Нижним Новгородом.
Белоомутский гидроузел под номером 19 включён в перечень судоходных гидротехнических сооружений, которые подлежат круглосуточной охране. Сейчас охрану сооружения гидроузла осуществляет ведомственная сторожевая охрана. Долгое время плотина не ремонтировалась, что в последнее время ухудшало судоходные условия на Оке. В 2010-е годы была проведена реконструкция плотины на белоомутском гидроузле. Сделанная реконструкция позволила обеспечить гарантированные глубины для судоходства и кроме того решить ряд попутных проблем.

## Природа
Гидроузел на реке Оке изменил гидрологический режим реки. В верхнем течении из-за подпора плотины река сейчас полноводная и широкая с медленным течением.
Река богата рыбой, как выше гидроузла, так и ниже.

## Расположение
- Расстояние от административного центра поселения — посёлка Белоомут
  - 5 км на запад от центра посёлка
  - 4 км по дороге от границы посёлка
- Расстояние от административного центра района — города Луховицы
  - 15 км на восток от центра города
  - 25 км по дороге от границы города (через Красную Пойму, Озерицы и Белоомут)
  - 44 км по дороге от границы города (по Новорязанскому шоссе и далее через Алпатьево и Белоомут)